# Anton von Holowinski

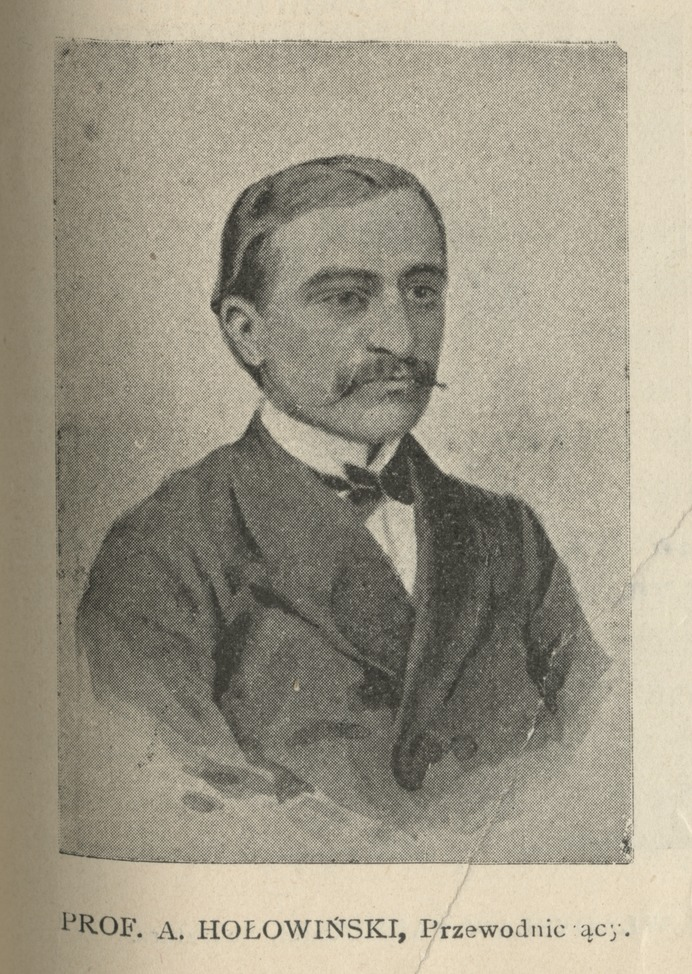
Anton von Holowinski (1896)

Anton von Holowinski (polnisch Antoni Hołowiński, * 26. August 1842; † 1906) war ein polnischer Mediziner.

## Leben
Um 1868 verlieh ihm die philosophische Fakultät der Universität Freiburg die Doktorwürde. 1869 promovierte er an der Universität Dorpat mit Etudes expérimentales sur les aberrations de l’œil.
Er arbeitete an der Aufzeichnung von Herztonkurven mit Kardiographen. Dafür verwendete er das optische Telefon. Seine Untersuchungen haben zu keinem diskutierbaren Ergebnis geführt.

## Veröffentlichungen
- Die physikalischen Methoden und Apparate zur Untersuchung physiologischer Wellen. In: Annalen der Warschauer Gesellschaft der Ärzte, 1891 (polnisch)
- Recherches cardiographiques. 1892
- Physiologische und klinische Anwendungen eines neuen Mikrophones usw. In: Zeitschrift für klinische Medizin, Band 23, S. 363, 1893
- Physiologische und klinische Anwendungen eines neuen Microphons (Rhythmophons) bei der Auscultation von Herz- und Pulsbewegungen. In: Zeitschrift für klinische Medizin, 1893, XXIII, S. 363–368
- Badania kardyjogra-ficzne. 1893
- Ueber die Photographie der zwei Herztöne, gleichzeitig mit anderen physiologischen Wellen. In: Zeitschrift für klinische Medizin, 31., Berlin, August Hirschwald, 1897 (mit Lichtdruck v. Marconi Warschau)